# 샘 휴즈
샘 휴즈(영어: Sam Hughes: 1983년생 - ), 필명 퀀텀(qntm)은 영국의 프로그래머, SF 작가다. SCP 재단에서 활동하고 있으며, SCP 세계관을 기반으로 자기 단행본 『항밈학과 같은 건 없다』(There Is No Antimemetics Division, 2021년)를 출간했다.  그 밖에도 개인 홈페이지에서 "I Don't Know, Timmy, Being God is a Big Responsibility" (2007), "Lena" (2022) 등의 단편소설과 Fine Structure 등의 연작소설을 게재했다.
2010년 테트리스를 패러디한 게임 "헤이트리스"를 발표했으며, 2022년에 워들의 변종 게임인 "앱서들"(Absurdle)을 발표했다.